# Embajada Tenshō

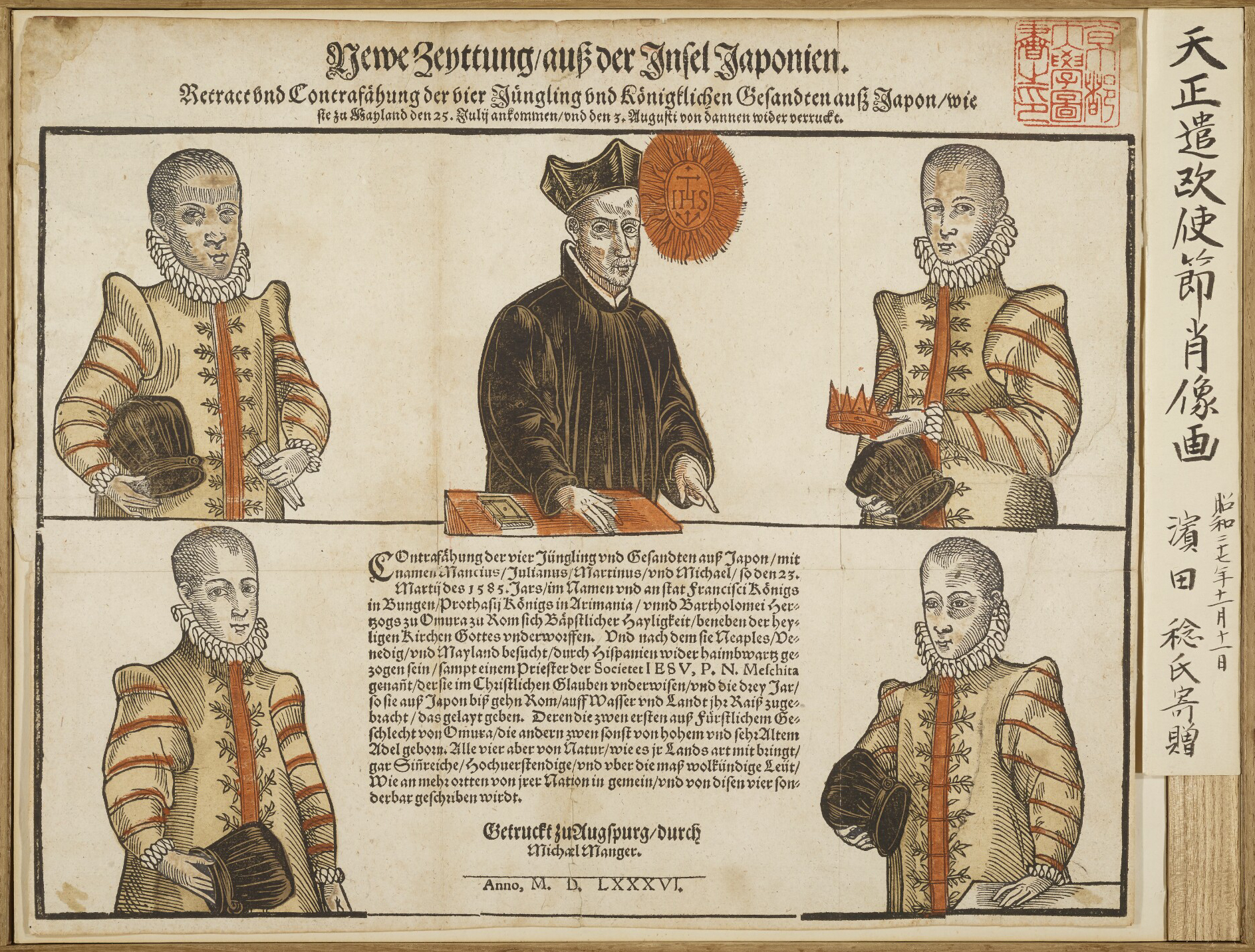
Grabado realizado en Augsburgo en 1586 que retrata a los dos jóvenes «embajadores» japoneses (arriba) junto a sus dos asistentes (abajo) y al sacerdote jesuita Diogo de Mesquita que los acompañó (arriba en el centro).

La llamada embajada Tenshō (en japonés 天正遣欧少年使節("Tensho keno shonen shisetsu"), nombrada por la era Tenshō en la cual tuvo lugar), desarrollada entre 1582 y 1590 y cuyo momento culminante fue la audiencia del papa Gregorio XIII a los dos jóvenes emisarios japoneses, constituyó el primer contacto directo con Japón en suelo europeo. Sin embargo, difícilmente puede hablarse de embajada porque entonces Japón estaba fragmentado en numerosas unidades políticas territoriales que guerreaban entre sí y al frente de las cuales se situaba un daimio. Como ha señalado Antonella Romano, «en plena fase de inestabilidad política, Japón, que no existe todavía como una unidad, no envía pues una “embajada” a Roma». Se trató en realidad, como ha destacado esta misma historiadora, de una «operación de propaganda» o, dicho de otra forma, de una «audaz operación de comunicación de doble sentido» entre Europa y Japón, ideada y organizada por el Visitador general jesuita de las misiones de las Indias orientales Alessandro Valignano, que realizó su primer viaje a Japón entre 1579 y 1581.

## Antecedentes
Los navegantes y comerciantes portugueses llegaron por primera vez al archipiélago de Japón en 1543. Sus habitantes les llamaron nanban-j’in, los «bárbaros del sur». Venían de Macao, el enclave portugués en la costa de China. 
Sin embargo es un hecho poco conocido que en 1543 también llegaron por primera vez los españoles a Japón, aunque oficialmente la llegada de los portugueses está reconocida en la cronología histórica de Japón como los primeros visitantes de Occidente. 
Tuvo lugar en el transcurso de la expedición pilotada por Ruy López de Villalobos que partió desde Acapulco en 1542 con la misión de encontrar la ruta marítima de vuelta de Manila a Acapulco. La citada expedición encontró las islas de Hawái navegando por las islas de Marshall, Palau, Carolina y Mariana y llegando a la isla de Mindanao, actualmente Filipinas. Ruy Lopez de Villalobos creyendo haber encontrado la ruta de vuelta a México, envió a Bernardo de la Torre al mando de la nao "San Juan de Letran". Así pues, en 1543 el navegante español Bernardo de la Torre llegó a las islas Iwo y Minami Torishima situadas en el extremo sur de Japón. 
Seis años después, en 1549, llegaron junto con los comerciantes los primeros misioneros jesuitas encabezados por Francisco Javier, uno de los fundadores de la orden a bordo de un barco mercante chino. Desembarcaron en Kagoshima, en la isla de Kyūshū. A partir de entonces los misioneros se convirtieron en los principales intermediarios entre los portugueses y los japoneses.
En 1570 por iniciativa del jesuita Cosme de Torres y del daimio Ōmura Sumitada, convertido al catolicismo, se funda la ciudad de Nagasaki, que será el puerto de entrada del comercio portugués con Japón.

## Historia

### La idea y la organización de la «embajada»
En 1579 llega a Japón el Visitador general jesuita de las misiones de las Indias orientales Alessandro Valignano que comprueba el éxito de la evangelización ya que, según los misioneros, se han construido 200 iglesias y alrededor de 150.000 japoneses se han convertido, y además se han fundado dos seminarios, un noviciado y un colegio. A Valignano se le ocurre entonces la idea de presentar en Roma un testimonio del éxito de las misiones en Japón bajo la forma de una supuesta embajada, contando con el desconocimiento que existe en Europa sobre la inestable y fragmentada realidad política japonesa. Así consigue convencer a tres daimios (大名, daimyō) convertidos al catolicismo (Ōmura Sumitada (1532-1587), Ōtomo Sōrin (1530-1587) y Arima Harunobu (1567-1612)) para que permitan que dos miembros de sus familias de 13 y 14 años viajen a Roma acompañados de dos jóvenes de su misma edad. Se trata de Mancio Ito (伊東 マンショ `Itō Mansho´), nieto del daimio de Bungo Otomo Yoshishige (también conocido como Ōtomo Sōrin), y de Miguel Chijiwa (千々石 ミゲル Chijiwa Migeru), sobrino de Ōmura Sumitada, daimio de Omura, y de Arima Harunobu, daimio de Arima. Les acompañan Julião Nakaura (中浦 ジュリアン Nakaura Jurian) y Martinho Hara (原 マルチノ Hara Maruchino), dos jóvenes japoneses bautizados como indican sus nombres. Esta «operación de propaganda», como la califica Antonella Romano, tenía como objetivos conseguir fondos para la misión en Japón y «seducir» a los jóvenes japoneses para que dieran fe de la superioridad europea sobre su país natal. Así lo afirmó el propio Valignano:

La finalidad del viaje de estos niños a Portugal y a Roma consiste en dos cosas. La primera es obtener el remedio que, en lo temporal y en lo espiritual, es necesario a Japón. La segunda es hacer comprender a los japoneses la gloria y la grandeza de la religión cristiana.

Mancio Itō fue elegido para actuar como portavoz del grupo.

### El viaje de ida
La «embajada» japonesa salió de Nagasaki en 1582 [según algunas fuentes, el 20 de febrero] para seguir la ruta del Imperio portugués en Asia y el Índico. De Nagasaki se dirigieron a Macao y después de atravesar el estrecho de Malaca pusieron rumbo a Cochín en la costa occidental de la India. Desde allí navegaron hacia la costa oriental africana poniendo rumbo al sur para doblar el cabo de Buena Esperanza y luego rumbo al norte para llegar a Lisboa. Desde Lisboa se dirigieron a Madrid, donde fueron recibidos por el rey Felipe II, que entonces era el soberano de toda España pues acababa de incorporar al reino de Portugal a su monarquía. Después se dirigieron a Alcalá de Henares y desde allí a Alicante donde embarcaron para Livorno. Desde este puerto, vía Florencia, llegaron a Roma.
En el viaje les acompañó su tutor e intérprete, el jesuita portugués Diogo de Mesquita, y su mentor Alessandro Valignano, que solo les acompañó hasta Goa, en la India portuguesa, donde asumiría nuevas responsabilidades. De camino a Lisboa, donde llegaron en agosto de 1584, pasaron nueve meses visitando los territorios portugueses de Macao, Cochin y Goa.
En cuanto pisaron suelo europeo, el periplo de los cuatro adolescentes japoneses estuvo perfectamente organizado y en ningún momento se los dejó solos.

### El encuentro con el Papa
Para recibir a los «embajadores» el papa Gregorio XIII convocó un consistorio, es decir, una asamblea de cardenales presidida por él, para el día 23 de marzo de 1585, fecha en la que se producirá la recepción oficial. Será el último acto público importante del papa pues fallecerá de forma repentina el 10 de abril ―a su funeral y a la proclamación del nuevo papa Sixto V asistirán los japoneses―.
Una pequeña obra de siete páginas aparecida ese mismo año de 1585 en Lyon con el título Avis venu nouvellment de Rome, touchant l’entrée au consistoire public de deux ambassadeurs envoyés de la part de trois rois puissants de Japon relata así el encuentro entre los «dos embajadores enviados de parte de tres reyes poderosos de Japón» y el papa:

Esta mañana se ha reunido un consistorio público en la sala real, en la que solo son recibidos los reyes, embajadores, en el cual consistorio han sido recibidos dos embajadores enviados de parte de tres reyes poderosos de Japón, convertidos a la fe cristiana, para rendir obediencia al papa, como vicario de Dios en la Tierra, y a la Santa Sede apostólica: lo que ha aportado gran asombro y gran regocijo a toda la ciudad, viendo que una población nueva, tan alejada, desconocida incluso en los siglos pasados, considerando la gran importancia de este hecho, y la milagrosa bondad y misericordia de Dios, por la que ha llamado y ha conducido a la verdadera luz, y al camino de la salvación, esta población extranjera e idólatra.

El mismo año de la recepción papal, 1585, el jesuita Luis Frois publicó Européens et Japonais. Traté sur les contradictions et différences de moeurs en el que comparó las diferentes costumbres de los japoneses y de los europeos. En él se advertía, por ejemplo, de que el color del luto de los japoneses es el blanco y no el negro como en Europa. Ese mismo año también se publicó el primer libro consagrado a China, cuyo autor fue el misionero agustino castellano Juan González de Mendoza: Historia de las cosas mas notables, ritos y costumbres del gran reyno de la China. La obra estaba dedicada al papa y a los embajadores japoneses.
Por otro lado, en Roma Mancio Itō se convirtió en ciudadano honorario y entró en las filas de la nobleza europea con el título Cavaliere di Speron d'oro (Caballero del espolón de oro).

## Consecuencias

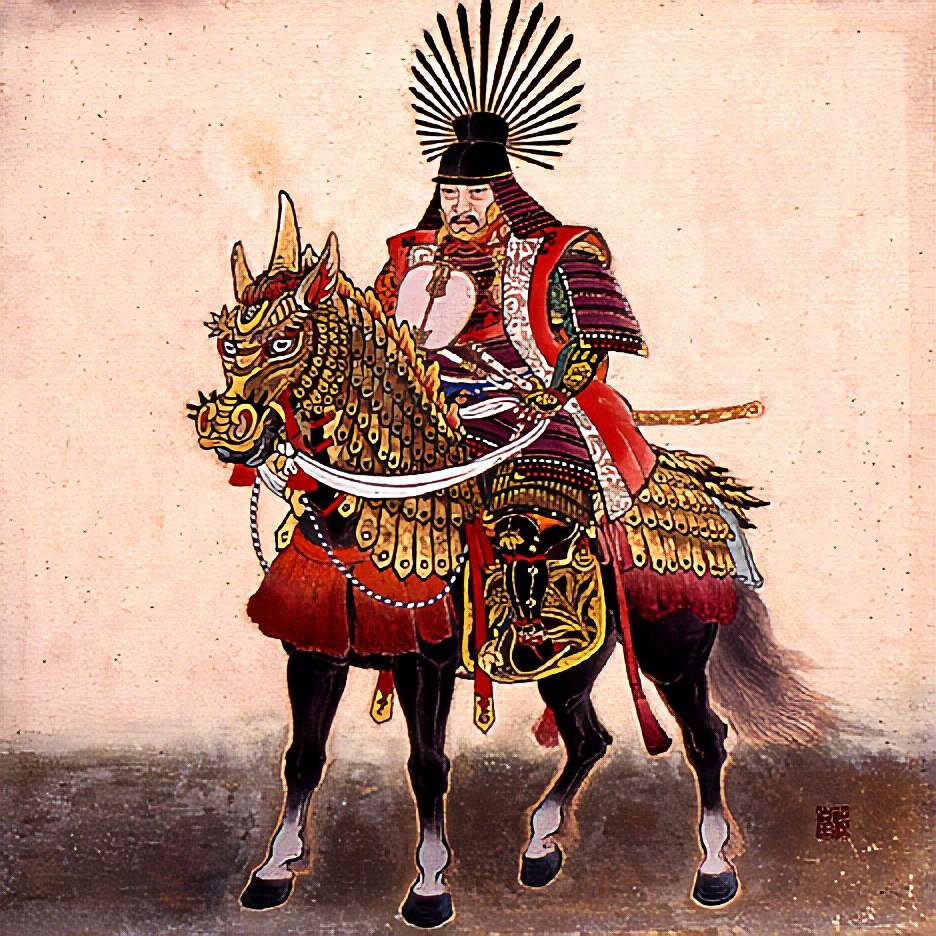
Retrato de Hideyoshi Toyotomi en su caballo

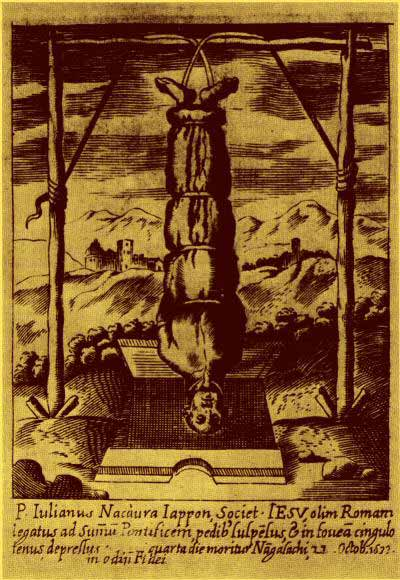
Tortura y muerte de Julião Nakaura.

En el viaje de vuelta los cuatro jóvenes japoneses fueron acompañados por el propio visitador general. Siguieron como a la ida la ruta hacia Oriente dominada por el Imperio portugués. Esta vez hicieron escala en Goa, en la costa occidental de la India, para atravesar después el estrecho de Malaca y llegar a Macao. Desde allí se dirigieron a Japón donde fueron recibidos por Toyotomi Hideyoshi, el nuevo hombre fuerte del país, que estaba en proceso de reunificación. Según algunas fuentes, llegaron a Japón el 21 de julio de 1590.
El mismo año de 1590 en que volvió la «embajada» a Japón, el jesuita portugués Duarte de Sande publicó en Macao la obra De missione Iaponensium ad Romanam Curiam rebusque in Europa, ac toto itinerare animadvertis, en la que se narraba lo sucedido durante el viaje, supuestamente a partir de la traducción al latín de las notas tomadas por los propios japoneses ―pero de las mismas no ha quedado ningún rastro―. La obra estaba destinada fundamentalmente a los japoneses convertidos.
Sin embargo, cuando la «embajada» volvió a Japón y se publicó en Macao el libro que relataba su periplo, la situación del catolicismo en Japón había cambiado radicalmente respecto al momento de la partida. Desde 1587 se había prohibido a los misioneros cristianos realizar su misión y habían sido reagrupados en Hirado, a la espera de ser reembarcados hacia Europa. La persecución se intensificó en los años siguientes y en 1597 fueron ejecutados en Nagasaki 26 «mártires» católicos. En 1614 Japón será cerrado definitivamente al cristianismo, convertido en «el país de los kami y el país de los budas».
Según algunas fuentes, los cuatro japoneses de la «embajada» fueron ordenados posteriormente como los primeros padres jesuitas japoneses por Alessandro Valignano. Mancio Itō murió en Nagasaki el 13 de noviembre de 1612. Martinho Hara fue desterrado de Japón por el shogunato Tokugawa en 1614, y actuó en Macao, donde murió el 23 de octubre de 1629. Miguel Chijiwa dejó la Compañía de Jesús antes de 1601 y murió en Nagasaki el 23 de enero de 1633. La razón de su secesión es incierta. Julião Nakaura fue capturado por el shogunato Tokugawa y murió martirizado por tortura en Nagasaki el 21 de noviembre de 1633. Fue beatificado el 24 de noviembre de 2008.